# Konjīneh
Konjīneh (persiska: كُنجينِه, كَنجينَ, گَنجينِه, كَنجيِّه, کنجینه) är en ort i Iran.   Den ligger i provinsen Hamadan, i den nordvästra delen av landet, 270 km väster om huvudstaden Teheran. Konjīneh ligger 1 846 meter över havet och antalet invånare är 760.
Terrängen runt Konjīneh är kuperad åt sydost, men åt nordväst är den platt.Runt Konjīneh är det ganska tätbefolkat, med 185 invånare per kvadratkilometer. Närmaste större samhälle är Āzādshahr, 5,4 km väster om Konjīneh. Trakten runt Konjīneh består i huvudsak av gräsmarker.